# Universidad de Islandia

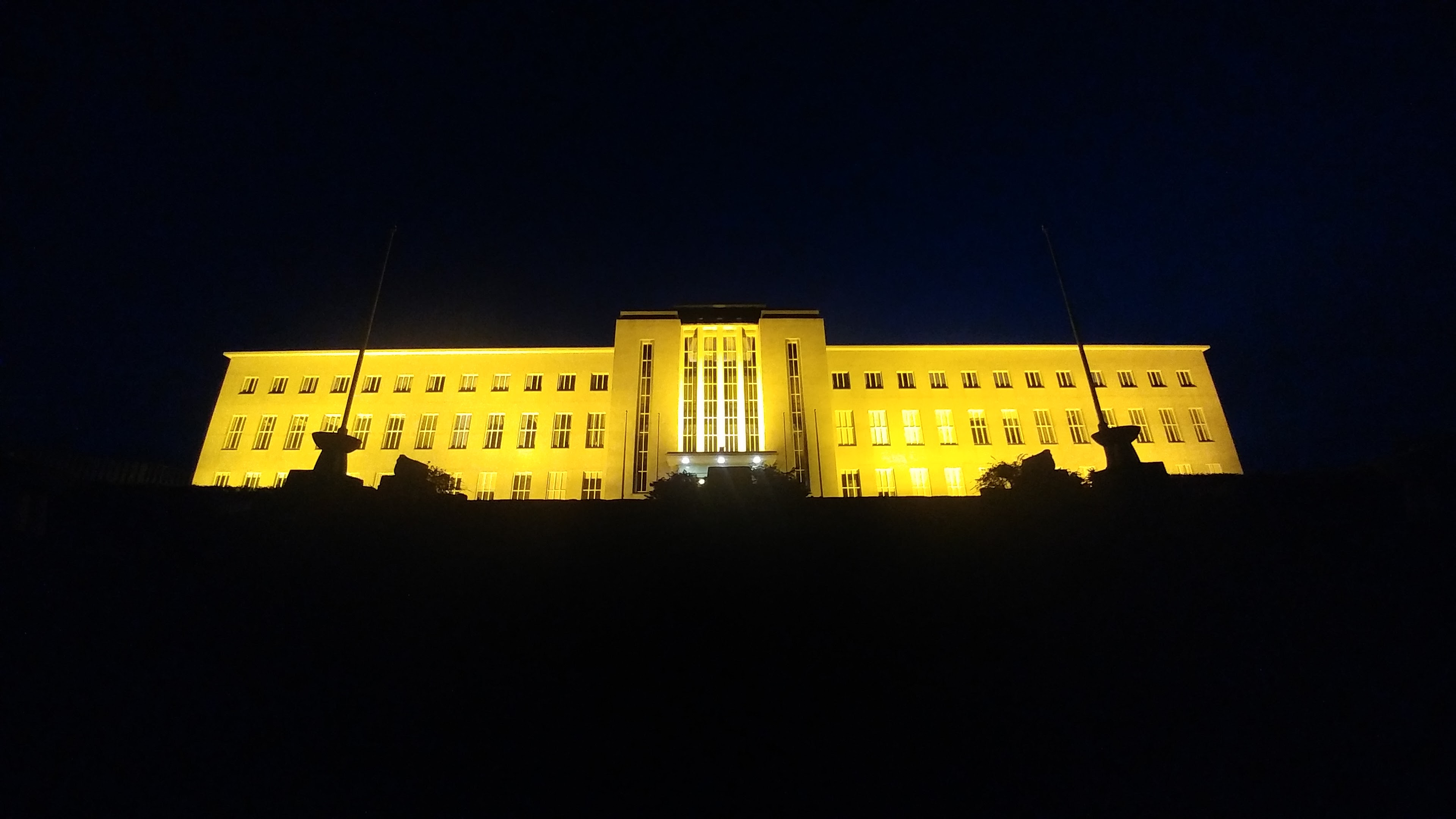
El edificio principal a la medianoche de verano

La Universidad de Islandia (en islandés Háskóli Íslands) es una institución de educación superior pública de Islandia. Fue fundada en 1911. Su sede actual está localizada en el distrito de Vesturbær, en la capital islandesa, Reikiavik. 

## Historia
Durante su primer año de funcionamiento, en 1911, cuarenta y cinco estudiantes estaban matriculados en la universidad, que funcionó hasta 1940 en el Alþingishúsið. Actualmente, hay cerca de dieciséis mil estudiantes, distribuidos en veinticinco facultades. La universidad opera Nordvulk, un centro de investigación sobre volcanes financiado por los países nórdicos.

## Organización

### Escuelas y facultades
La Universidad de Islandia se divide en 5 escuelas (svið), las cuales se encuentran divididas en 24 facultades (deildir). La universidad también opera un centro de educación continua (Endurmenntun Háskóla Íslands).
- Escuela de Ciencias Sociales

- Facultad de Administración de Negocios
- Facultad de Economía
- Facultad de Leyes
- Facultad de Ciencias Sociales
- Facultad de Trabajo Social
- Facultad de Ciencias Políticas

- Escuela de Ciencias de la Salud

- Facultad de Medicina
- Facultad de Enfermería
- Facultad de Odontología
- Facultad de Farmacología
- Facultad de Ciencias de la Alimentación y Nutrición
- Facultad de Psicología

- Escuela de Humanidades

- Facultad de Teología y Estudios Religiosos
- Facultad de Lenguaje, Literatura y Lingüística
- Facultad de Islandés y Estudios Culturales Comparados
- Facultad de Historia y Filosofía

- Escuela de Educación

- Facultad de Deporte, Estudios del Ocio y Educación Social
- Facultad de Formación Docente
- Facultad de Estudios Educativos

- Escuela de Ingeniería y Ciencias Naturales

- Facultad de Ingeniería Industrial, Ingeniería Mecánica y Ciencias de la Computación
- Facultad de Ciencias de la Tierra
- Facultad de Ciencias de la Vida y el Medioambiente
- Facultad de Ingeniería Eléctrica y Computación
- Facultad de Ciencias Físicas
- Facultad de Ingeniería Civil y Medioambiental